# 551900 Laneways
551900 Laneways è un asteroide della fascia principale. Scoperto nel 2013, presenta un'orbita caratterizzata da un semiasse maggiore pari a 2,8064418 au e da un'eccentricità di 0,1358049, inclinata di 20,81666° rispetto all'eclittica.
L'asteroide è dedicato alle vie del centro di Melbourne che ospitano anche eventi culturali: proprio in uno di questi, durante una dimostrazione a fini divulgativi al grande pubblico, venne scoperto questo asteroide.